# Tiago Guedes
Tiago Rocha Guedes de Carvalho (* 20. Juni 1971 in Porto) ist ein portugiesischer Regisseur.

## Leben
Er schloss sein Studium an der Universität Fernando Pessoa in Porto mit einem Bachelor in Werbung ab und arbeitete ab 1995 in verschiedenen Werbeagenturen. 1997–98 belegte er einen Film-Workshop an der New York Film Academy. 1997 drehte er einen ersten Videoclip für die portugiesische Independent-Pop-Band Sequoia. Seit 1998 war er als Werbefilmer tätig, drehte aber auch immer wieder Videoclips für verschiedene Bands, darunter Ornatos Violeta, Clã, Mão Morta und Moonspell.
1999 stellte er mit dem Kurzfilm O Ralo seinen ersten Spielfilm fertig und gewann beim Filmfestival Locarno einen Pardi di Domani, einen Goldenen Leoparden für Kurzfilme bzw. Jungfilmer. Es folgten weitere Kurzfilme, Fernsehproduktionen und Spielfilme, von denen viele ebenfalls für Filmpreise nominiert wurden: Guedes gewann u. a. bei den Festivals Caminhos do Cinema Português, dem Jugendfilmfestival von Toronto, dem Newport International Film Festival, beim Huesca Film Festival und beim Festival von Cartagena (Kolumbien). Sein Clip für das Lied Cão da Morte der Band Mão Morta gewann beim Fantasporto Filmfestival 2002 den Publikumspreis für das beste Musikvideo. Für seinen ersten abendfüllenden Kinofilm Coisa Ruim („Schlimme Sache“), den er zusammen mit Frederico Serra realisierte, erhielt er 2006 einen Globo de Ouro.
Sein beachteter Spielfilm Land im Sturm von 2019 wurde international vielfach ausgezeichnet. Die Familiensaga über einen Großgrundbesitzer im Alentejo am Ende der portugiesischen Estado Novo-Diktatur wurde auch als dreiteilige Mini-Serie im Fernsehen gezeigt, in deutscher Fassung 2020 bei arte.

## Filmografie
- 1998: Toda a Gente Sabe que te Amo (Video)
- 1998: The Gift
- 1998: Fruits & Songs (auch Drehbuch und Schnitt)
- 1999: O Ralo (Kurzfilm, auch Drehbuch und Koproduzent)
- 1999: 11:00 AM (Kurzfilm, auch Drehbuch, Schnitt und Koproduzent)
- 2000: Alta Fidelidade (TV, auch Drehbuch)
- 2000: O Raio (auch Drehbuch, Schnitt und Produzent)
- 2001: Cavaleiros De Água Doce (TV)
- 2001: Acordar (Kurzfilm, auch Drehbuch)
- 2003: O Meu Sósia E Eu (TV)
- 2006: Coisa Ruim
- 2008: Entre os Dedos
- 2010: Noite Sangrenta (TV)
- 2013: Odisseia (TV-Serie)
- 2014: Coro dos Amantes (Kurzfilm)
- 2016: Os Boys (TV-Serie)
- 2019: Tristeza e Alegria na Vida das Girafas
- 2019: Land im Sturm (A Herdade)